# Кратена, Ондржей
Ондржей Кратена (чеш. Ondřej Kratěna; 21 апреля 1977, Челадна, Чехословакия) — чешский хоккеист, нападающий. Восьмикратный чемпион Чехии по хоккею, бронзовый призер чемпионата мира 1997 года.

## Карьера

#### Клубная
Ондржей Кратена является воспитанником клуба «Оломоуц». Дебютировал в Экстралиге в сезоне 1994/95, сыграв 12 матчей и забив в них 3 шайбы. В следующем сезоне он забросил 12 шайб в 40 матчах и получил приз лучшему новичку Экстралиги. После такого успешного сезона, летом 1996 года он перешёл в состав действующих чемпионов Чехии, клуб «Всетин». В нем Кратена три раза подряд стал чемпионом Чехии. Даже перейдя в пражскую «Спарту», он в первый же сезон вновь завоевал золотую медаль чемпиона Чехии. За 8 лет, проведённых в «Спарте», он 4 раза выигрывал чемпионский титул. Летом 2007 года Кратена первый раз покинул Экстралигу, перейдя в финский «Кярпят» из Оулу. В своем единственном сезоне за границей, он стал чемпионом финской лиги. Вернувшись в Чехию, он три сезона выступал за «Спарту», а в 2011 году перебрался в клуб «Шкода» из Пльзени. Уже во втором сезоне за новую команду, он помог ей впервые в истории выиграть чешский чемпионат в 2013 году. После окончания сезона 2017/18 Кратена продлил контракт со «Шкодой». Сезон 2018/19 стал для него восьмым подряд в составе пльзеньской команды. После его окончания Кратена объявил о завершении карьеры игрока. 17 сентября 2019 года клуб «Пльзень» организовал праздничную церемонию, посвящённую уходу Кратены из хоккея.

#### Сборная Чехии
Выступал за юниорскую и молодёжную сборные Чехии. Участвовал в юниорском чемпионате Европы 1995 года и на молодёжных чемпионатах мира 1996 и 1997 годов. За основную сборную Чехии играл с 1996 по 2003 год, в том числе два раза на чемпионатах мира, в 1997 и 2002 годах. В 1997 году завоевал бронзовую медаль мирового первенства.

## Достижения

#### Командные
- Чемпион Чехии 1997—2000, 2002, 2006, 2007, 2013 (8 раз)
- Серебряный призёр чемпионата Чехии 2001
- Бронзовый призёр чемпионата мира 1997 и чемпионата Чехии 2003, 2004, 2009, 2012, 2016, 2019 (6 раз)
- Чемпион Финляндии 2008

#### Личные
- Лучший новичок Экстралиги 1996
- Лучший бомбардир (18 очков) и снайпер (12 голов) плей-офф Экстралиги 2002
- Лучший ассистент (9 передач) плей-офф Экстралиги 2006
- Автор золотого гола финальной серии плей-офф Экстралиги 2007 (14.04.2007 г. в игре с «Пардубице», закончившейся 2:0 в пользу «Спарты»)

## Статистика
- Экстралига — 1160 игр, 780 очков (340 шайб + 440 передач)
- Финская лига — 59 игр, 37 очков (16+21)
- Сборная Чехии — 38 игр, 8 очков (6+2)
- Трофей Европы — 26 игр, 18 очков (10+8)
- Евролига — 18 игр, 9 очков (4+5)
- Лига чемпионов — 14 игр, 6 очков (4+2)
- Кубок Шпенглера — 7 игр, 7 очков (3+4)
- Кубок чемпионов — 4 игры, 4 очка (0+4)
- Всего за карьеру — 1326 игр, 869 очков (383+486)

## Семья
Его младший брат, Иво Кратена (род. 07.05.1985 г.) также хоккеист. Выступал в чешских клубах низших лиг с 2004 по 2013 годы.